# Bento Ribeiro
Bento Ribeiro è un quartiere di classe media della Zona Nord della città di Rio de Janeiro in Brasile. Appartiene alla XV regione amministrativa della città.

## Storia
Il quartiere deve il suo nome a Bento Manuel Ribeiro Carneiro Monteiro, sindaco di Rio dal 1910 al 1914. Bento Ribeiro è il luogo di nascita del famoso calciatore Ronaldo Luís Nazário de Lima.

## Amministrazione
Bento Ribeiro fu istituito come bairro a sé stante il 23 luglio 1981 come parte della Regione Amministrativa XV - Madureira  del municipio di Rio de Janeiro.